# Women and Children First
Women and Children First je treći album američke hard rock grupe Van Halen, objavljen 1980. godine.

Album prati trend prvog i drugog albuma gdje su za odličan uspjeh opet najzaslužniji David Lee Roth s izvrsnim vokalnim izvedbama i Eddie Van Halen s virtuoznim sviranjem gitare.

Ovo je prvi album grupe Van Halen gdje se posebnost daje na originalnost skladbi.
Na albumu se nalazi devet kompozicija a njihov producent je Ted Templeman.

## Popis pjesama
Sve pjesme napisali su Michael Anthony, David Lee Roth, Edward Van Halen i Alex Van Halen

### Strana prva
1. "And the Cradle Will Rock..." – 3:33
2. "Everybody Wants Some!!" – 5:08
3. "Fools" – 5:57
4. "Romeo Delight" – 4:21

### Strana druga
1. "Tora! Tora!" – :57
2. "Loss of Control" – 2:38
3. "Take Your Whiskey Home" – 3:10
4. "Could This Be Magic?" – 3:11
5. "In a Simple Rhyme" – 4:39

## Osoblje
- David Lee Roth - vokal
- Eddie Van Halen - gitara, klavijature
- Michael Anthony - bas-gitara, prateći vokali
- Alex Van Halen - bubnjevi

### Singlovi
| Godina | Singl                         | Top Lista         | Mjesto |
| ------ | ----------------------------- | ----------------- | ------ |
| 1980   | "And the Cradle Will Rock..." | Billboard Hot 100 | 55     |